# Fred Quine
Frederick "Fred" Quine, född 3 januari 1941 i Brisbane, är en australisk före detta landhockeyspelare.
Quine blev olympisk silvermedaljör i landhockey vid sommarspelen 1968 i Mexico City.